# Mușatinové
Mușatinové (také Bogdan-Mușatové) byl rod který ve 14. století založil Moldavské knížectví, kterému poté s přestávkami po několik generací vládl. Rod byl spřízněný s valašským knížecím rodem Basarabů.

## Členové rodu
Mezi nejznámějšího člena rodu patří kníže Štěpán III. Veliký, který vedl řadu válek se sousedy, kteří se pokoušeli o podmanění jeho země, především s Osmanskou říší. Po jeho smrti se Moldavské knížectví začalo rychle propadat do osmanského područí. Dva ze Štěpánových potomků Alexandr V. a Alexandr VII. se stali vládci sousedního Valašského knížectví. Posledním panovníkem rodu byl Iliaș Alexandru (syn Alexandra VII.), který získal trůn na Jiřím Ducovi. Trůn udržel pouhé dva roky, než se ho opět zmocnil Duca. Posledním mužským příslušníkem rodu byl jeho syn Radu Iliaș. 
Mezi potomky rodu patří např. britská královna Alžběta II., která je potomkem knížete Petra IV. Moldavského, přes jeho vnučku Stancu Basarab.[zdroj?]

## Vývod z předků
- Bogdan I. (vládl 1359–1367)
  - Margareta Muşata ∞ Costea (vládl 1373–1375)  
    -  Roman I. (vládl 1391–1394)
      -  Alexandr I. (vládl 1400–1432)
        - Eliáš I. (vládl 1432–1434, 1435–1443)
          - Roman II. (vládl 1447–1448)
          -  Alexandr II. (vládl 1449, 1452–1454, 1455)

        - Štěpán II. (vládl 1434–1447)
        - Petr II. (vládl 1444–1445, 1447, 1448–1449)
        - Bogdan II. (vládl 1449–1451)
          -  Štěpán III. Veliký (vládl 1457–1504)
            - Alexandr
              -  Štěpán V. (vládl 1538–1540)

            - Bogdan III. (vládl 1504–1517)
              - Štěpán IV. (vládl 1517–1527)
                -  Jan III. Hrozný (vládl 1572–1574)
                  -  Štěpán Surdul, valašský kníže (vládl 1591–1592)

              -  Alexandr IV. Lăpuşneanu (vládl 1552–1561, 1564–1568)
                - Bogdan IV. Lăpuşneanu (vládl 1568–1572)
                  -  Alexandr V. Zlý (vládl 1592, také jako valašský kníže jako Alexandr III. v letech 1592–1593)

                - Áron Tyran (vládl 1591-1592, 1592-1595)
                - Petr VI. (vládl 1592)
                -  Eliáš 
                  -  Alexandr VII. Eliáš  (vládl 1620–1621, 1631–1633), také valašský kníže jako Alexandr IV. (vládl 1616–1618, 1627–1629)
                    -  Iliaș Alexandru (Eliáš Alexandr) (vládl 1666–1668)
                      -  Radu Iliaș (†1704)

            -  Petr IV. (vládl 1527–1538, 1541–1546)
              - Doamna Chiajna ∞ Mircea V., valašský kníže
                -  Stanca Basarab

              - Eliáš II. (vládl 1546–1551)
              - Štěpán VI. (vládl 1551–1552)
              -  Jan V. Sas (vládl 1579–1582)

        -  Petr III. Áron (vládl 1451–1452, 1454–1455, 1455–1457)
          -  Eliáš
            -  Alexandr III. Cornea (vládl 1540–1541)

  -  Štěpán I. (vládl 1394–1399)
    -  Petr I. (vládl 1375–1391)